# Ferme-brasserie La Soyeuse
 (octobre 2019).
La ferme-brasserie La Soyeuse est située en Pays lyonnais, à Rontalon, dans le département du Rhône.
Depuis 2003, Bertrand Burcklé, paysan-brasseur, propose des bières artisanales créées à partir de ses céréales bio cultivées autour de Lyon. 

## Bières
La Soyeuse brasse une gamme permanente de 8 bières : blonde, rousse, ambrée, triple, IPA, blanche, blonde de soif, blonde au miel de châtaignier avec un degré d'alcool situé entre 6 et 9 %, le tout en agriculture biologique
Les bières sont déclinées en trois gammes[réf. nécessaire] : « Tradition », « P'tite soif », et « Grand cru ».

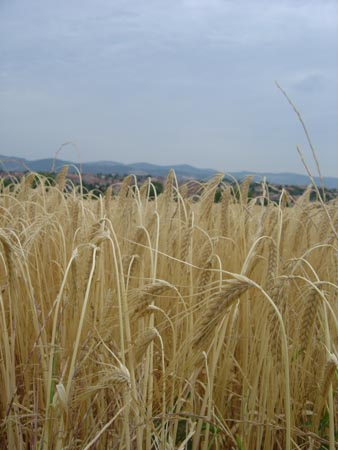
Une parcelle d'orge bio cultivée à Soucieux-en-Jarrest (69) par la ferme-brasserie.